# Quilmes Rock
Quilmes Rock é um evento musical argentino, realizado anualmente pela Cervejaria Quilmes. A festa reúne tanto artistas argentinos como também de outras nacionalidades.

## História
A primeira versão do festival ocorreu em 24 de setembro de 2003. Nesta apresentação se destacaram artistas locais como Luis Alberto Spinetta, Gustavo Cerati, Árbol, Divididos, Celeste Carballo e Las Pelotas, além dos convidados internacionais Die Toten Hosen e Café Tacuba. Uma grande diversidade de estilos completaram o nascimento de uma produção musical que resultou em uma grande festa para os espectadores.
Em 1º de outubro de 2004 foi realizada a segunda edição do Quilmes Rock, com notório crescimento na organização, pontualidade, escolha do lugar (Estádio Ferrocarril Oeste) e segurança. Também notou-se o grande poder de convocatória que o evento havia adquirido. Reuniu uma grande variedade de artistas locais, como Bersuit Vergarabat, Los Auténticos Decadentes, Mississippi Blues Band, Las Pelotas, Divididos, Los Piojos, Intoxicados, Kapanga, León Gieco, Spinetta, Fito Páez, Rata Blanca e Charly García. Também houve atrações internacionais, como Molotov, Café Tacuba, Os Paralamas do Sucesso, The Offspring e The Wailers.
Em 2005 o evento perdeu força e não foi realizado. Outros eventos musicais tomaram a dianteira, como o Pepsi Music, realizado no Estadio Obras Sanitarias, comercialmente renomeado para Estadio Pepsi Music. Neste ano também foi realizado a terceira edição do Festival Bue em Buenos Aires.
Em sua temporada 2006 o evento foi levado para o interior do país. Aconteceu nos dois últimos fins de semana de outubro, Córdoba e Rosário foram as cidades onde se realizaram as apresentações musicais, com duas datas cada localidade. Nos dias 20 e 21 de outubro, no Estádio Juniors de Córdoba se apresentatam Divididos, Catupecu Machu, Kapanga, Árbol, The Locos, Las Pelotas, Babasónicos, Los Cafres, Píer e Guasones. Já nos dias 27 e 28 daquele mês, no hipódromo de Rosario o line-up foi quase o mesmo, salvo pelos Babasónicos, que foram substituídos pelo grupo Intoxicados.
No ano de 2007, o evento volta para a capital federal, entre os dias 12 e 15 de abril se apresentaram bandas nacionais e internacionais no estádio do River Plate. Os principais artistas convocados foram Divididos, Catupecu Machu, Las Pelotas, Attaque 77, Bad Religion, Keane, Babasónicos, The Psychedelic Furs, Árbol, Los Piojos, Intoxicados, El Tri, Ojos de Brujo, Kapanga, Aerosmith, Velvet Revolver, Evanescence, Ratones Paranoicos e Turf. Na primeira noite deste festival ocorreu pela primeira vez o reencontro dos integrantes da banda Sumo depois da morte do músico Luca, interpretando juntos três canções durante a aparição.
Para a edição de 2009 o festival reuniu mais uma vez grandes artistas internacionais, como Iron Maiden, Kiss, Radiohead e Sepultura. Também marcaram presença as tradiconais bandas nacionais de rock, como Los Piojos, Divididos, Kapanga, La Portuaria, Ratones Paranoicos, e outras.Os shows ocorreu em três locações diferentes: Club Ciudad de Buenos Aires, Estádio José Amalfitani, Estádio do River Plate.
Em 2010 o festival foi realizado em duas datas somente, ambas como o grupo Metallica como banda principal. Também participaram da festa bandas populares de rock como Héroes del Asfalto, O'Connor, Horcas e Un León D-mente.
Em 2011 o Quilmes Rock contou com a presença do havaiano Jack Johnson e duas atrações britânicas, a cantora de folk rock Laura Marling e o grupo Jamiroquai. Os artistas nacionais em destaques foram Babasónicos, Ciro y Los Persas, Kapanga, Bersuit Vergarabat, Los Cafres, Las Pelotas, Cultura Profética, além de outros músicos e bandas do cenário alternativo.

## Curiosidades
- Apesar do festival Quilmes Rock ser patrocinado por uma indústria de cerveja durante a festa é proibido a venda e o consumo de bebidas alcoólicas.